# Rhegmatorhina hoffmannsi
El hormiguero pechiblanco u hormiguero de pecho blanco (Rhegmatorhina hoffmannsi) es una especie de ave paseriforme de la familia Thamnophilidae perteneciente al género Rhegmatorhina. Es endémico del centro oeste de la cuenca amazónica en Brasil.

## Distribución y hábitat
Se distribuye en el centro de la Amazonia brasileña, desde la margen oriental del bajo río Madeira hacia el sur a través de Rondônia hasta el oeste de Mato Grosso.
Esta especie es poco común en su hábitat natural, el sotobosque de selvas húmedas de terra firme, de baja altitud, por debajo de los 300 m s. n. m.

## Estado de conservación
El hormiguero pechiblanco ha sido calificado como «casi amenazado» por la Unión Internacional para la Conservación de la Naturaleza (IUCN) debido a la sospecha de que su población, todavía no cuantificada, irá a decaer entre 25 y 30% en las próximas tres generaciones, por causa de la futura pérdida de hábitat estimada con base en modelos de deforestación de la cuenca amazónica.

## Sistemática

### Descripción original
La especie R. hoffmannsi fue descrita por primera vez por el ornitólogo austríaco Carl Eduard Hellmayr en 1907 bajo el nombre científico «Anoplops hoffmannsi»; localidad tipo «Borba, Amazonas, Brasil.»

### Etimología
El nombre genérico femenino «Rhegmatorhina» deriva del griego «rhēgma, rhēgmatos»: fisura, y «rhinos»: pico; significando «con fisura en el pico»; y el nombre de la especie «hoffmannsi», conmemora al colector alemán Wilhelm Hoffmanns (1865-1909).

### Taxonomía
Esta especie hibrida extensamente con Rhegmatorhina berlepschi en el alto interfluvio de los ríos Madeira y Tapajós; están siendo realizados estudios de introgresión genética. Es monotípica.